# ایوو بانلا
ایوو بانلا (انگلیسی: Ivo Banella؛ زادهٔ ۲۹ سپتامبر ۱۹۵۳) بازیکن فوتبال اهل ایتالیا است.
از باشگاه‌هایی که در آن بازی کرده‌است می‌توان به باشگاه فوتبال لاتینا، باشگاه فوتبال آ.اس. رم، و باشگاه فوتبال تراپانی اشاره کرد.